# Buchholz (Forstgutsbezirk)

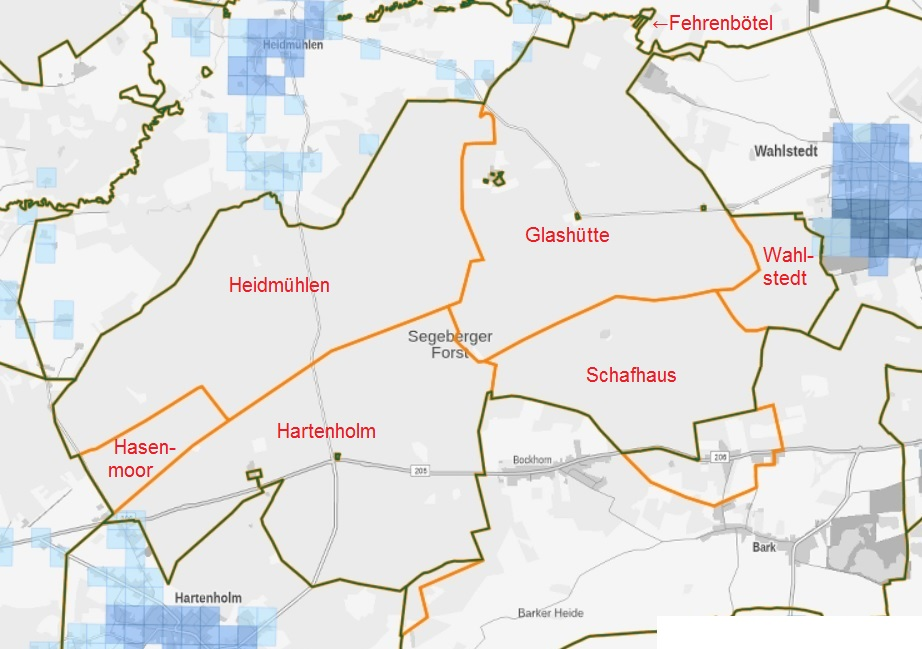
Gliederung des Gebiets in 7 Gemarkungen

Der Forstgutsbezirk Buchholz ist eines der beiden gemeindefreien Gebiete Schleswig-Holsteins (das andere ist der Sachsenwald).

## Geografie
Der 41 km² große Forstgutsbezirk liegt etwa acht Kilometer westlich von Bad Segeberg an der Bundesstraße 206 nach Bad Bramstedt. Er gehört zum Mittelzentrum Bad Segeberg.
Im Forstgutsbezirk, der zum Segeberger Forst gehört, gibt es keine Wohngebäude, nur die Kolonie Glashütte (Dienstgebäude der Forstverwaltung).
Das gemeindefreie Gebiet gehört zum Amt Leezen im Kreis Segeberg.
Die bewohnten Teile des Forstgutsbezirks Buchholz gehören als Exklaven zu den Gemeinden Bark, Hartenholm, Heidmühlen und zur Stadt Wahlstedt.

### Gemarkungen
Der Bezirk gliedert sich in sieben Gemarkungen:
| Gemarkungs- schlüssel | Gemarkung                | Fläche km² | Lage                               |
| --------------------- | ------------------------ | ---------- | ---------------------------------- |
| 019031                | Glashütte                | 10,83      | Nordosten                          |
| 019179                | Fehrenbötel              | 0,017      | 9 getrennte Gebietsteile im Norden |
| 019180                | Hartenholm               | 10,77      | Südwesten                          |
| 019181                | Hasenmoor                | 1,32       | Westen                             |
| 019182                | Heidmühlen               | 11,21      | Nordwesten                         |
| 019183                | Schafhaus                | 5,11       | Südosten                           |
| 019184                | Wahlstedt                | 1,62       | Osten                              |
|                       | Forstgutsbezirk Buchholz | 40,91      |                                    |

### Flächennutzung
Die Flächennutzung gliedert sich folgendermaßen auf:
95 Prozent des Gebiets sind Waldfläche, drei Prozent Landwirtschaftsfläche. 1,4 Prozent der Fläche werden von Straßen, Wegen und Plätzen eingenommen. Im Süden verläuft die Bundesstraße 206 durch den Forst. Außerdem verlaufen zwei Kreisstraßen durch das Gebiet.
| Flächennutzung 31.12.2004   | Hektar | Prozent |
| --------------------------- | ------ | ------- |
| Wald                        | 3882   | 94,9    |
| Landwirtschaft (ohne Heide) | 122    | 3,0     |
| Heide                       | 23     | 0,6     |
| Straßen, Wege, Plätze       | 59     | 1,4     |
| Wohngebäude                 | 1      | 0,02    |
| Betriebsfläche              | 0      | 0,00    |
| Gewässer                    | 2      | 0,1     |
| Unland                      | 3      | 0,1     |
| insgesamt                   | 4092   | 100,0   |

### Nachbargemeinden

Gemeinden und gemeindefreies Gebiet Buchholz im Kreis Segeberg

Der Forstbezirk grenzt an folgende Gemeinden, im Uhrzeigersinn beginnend mit Hasenmoor im Westen:
- Hasenmoor (Westen)
- Heidmühlen (Norden)
- Rickling (Nordosten)
- Wahlstedt (Osten)
- Bark (Süden und Südosten)
- Hartenholm (Süden und Südwesten)